# Hermann Tomasgaard
Hermann Tomasgaard (* 4. Januar 1994 in Lørenskog) ist ein norwegischer Segler.

## Erfolge
Hermann Tomasgaard, der für den Kongelig Norsk Seilforening segelt, ging bei den 2021 ausgetragenen Olympischen Spielen 2020 in Tokio in der Laserkonkurrenz an den Start. Er platzierte sich in vier der ersten zwölf Wettfahrten unter den besten fünf und ging als Zweitplatzierter in das abschließende Medal Race. Dem Führenden Matthew Wearn war bereits vor dieser Wettfahrt der Gesamtsieg nicht mehr zu nehmen. Nach einem siebten Platz fiel Tomasgaard in der Gesamtwertung mit 85 Punkten noch hinter Tonči Stipanović aus Kroatien mit 82 Punkten zurück, sicherte sich als Dritter aber noch den Gewinn der Bronzemedaille.
Bei Weltmeisterschaften waren in der Laser-Klasse 2018 in Aarhus und 2020 in Melbourne jeweils ein sechster Platz Tomasgaards bestes Resultat.